# John Arthur Todd
John Arthur Todd   (Liverpool, 23 d'agost de 1908 - Croydon, 22 de desembre de 1994) matemàtic anglès.
Nascut a Liverpool fill d'un mestre d'escola, va estudiar a la Collegiate School de Liverpool. El 1925, va ingressar al Trinity College (Cambridge), on va defensar la seva tesi doctoral dirigida per Henry Frederick Baker. El 1931, va acceptar una plaça de professor a la universitat de Manchester. El curs 1933-34 va ser becat a la universitat de Princeton. El 1937 va tornar a Cambridge com a professor i des d'aleshores va estar vinculat a aquesta universitat durant tota la seva vida professional; a partir de 1958, fins a la seva jubilació el 1973, va ser fellow del Downing College de Cambridge. Durant els seus primer anys a Cambridge, es va fer conegut com un ferm reformador dels mètodes d'ensenyament de la geometria. Després, Todd va dirigir els seus interessos científics cap a la teoria dels invariants, la teoria de grups i els sistemes canònics i cap a la topologia. El 1948 va ser escollit fellow de la Royal Society. Després de retirar-se el 1973, es va casar i va abandonar tota recerca matemàtica.
Un dels èxits científics més grans de Todd en el camp de la teoria de grups va ser el resultat de la seva col·laboració amb un altre matemàtic eminent, Donald Coxeter. El mètode desenvolupat l'any 1936, conegut com a procediment de Todd-Coxeter, s'ha convertit en un dels mètodes fonamentals en àlgebra computacional.